# Liste der Naturdenkmale in Zweiflingen
| Naturdenkmale | Anzahl |
| ------------- | ------ |
| FND           | 1      |
| END           | 6      |
| Gesamt        | 7      |

Die Liste der Naturdenkmale in Zweiflingen nennt die verordneten Naturdenkmale (ND) der im baden-württembergischen Hohenlohekreis liegenden Stadt Zweiflingen.
In Zweiflingen gibt es insgesamt sieben als Naturdenkmal geschützte Objekte, davon ein flächenhaftes Naturdenkmal (FND) und sechs Einzelgebilde-Naturdenkmale (END).
Stand: 1. November 2016.

## Flächenhafte Naturdenkmale (FND)
| Name                                     | Bild | Kennung     | Einzelheiten          | Position | Fläche Hektar | Datum         |
| ---------------------------------------- | ---- | ----------- | --------------------- | -------- | ------------- | ------------- |
| Friedrichsruher Lindenallee mit Umgebung | BW   | 81260940005 | Öhringen, Zweiflingen | ⊙        | 1,6           | 10. Juni 1983 |
| Legende für Naturdenkmal                 |      |             |                       |          |               |               |

## Einzelgebilde (END)
| Name                     | Bild | Kennung     | Einzelheiten | Position | Fläche Hektar | Datum         |
| ------------------------ | ---- | ----------- | ------------ | -------- | ------------- | ------------- |
| 1 Edelkastanie           | BW   | 81260940003 | Zweiflingen  | ⊙        | 0,0           | 22. Apr. 1980 |
| 1 Holunderbusch          | BW   | 81260940001 | Zweiflingen  | ⊙        | 0,0           | 26. Apr. 1937 |
| 1 Stieleiche             |      | 81260940007 | Zweiflingen  | ???      | 0,0           | 25. Mai 1992  |
| 1 Tanne (Albies alba)    |      | 81260940006 | Zweiflingen  | ???      | 0,0           | 25. Mai 1992  |
| 1 Winterlinde            | BW   | 81260940004 | Zweiflingen  | ⊙        | 0,0           | 21. Jan. 1982 |
| 2 Sommerlinden           | BW   | 81260940002 | Zweiflingen  | ⊙        | 0,0           | 3. Okt. 1967  |
| Legende für Naturdenkmal |      |             |              |          |               |               |